# Захарчук Степан Максимович
Захарчук Степан Максимович (15 серпня 1935, с. Ставське, Холмщина, нині Люблінське воєводство, Польща — 1 січня 2019, Львів, Україна) — відомий український геолог, член-кореспондент Української нафтогазової академії, кандидат геологічних наук, старший науковий співробітник УкрДГРІ, співавтор праці «Атлас родовищ нафти і газу України», першовідкривач багатьох нафтових і газових родовищ України.

## Життєпис
Народився 15 серпня 1935 р. у с. Ставське (записаний у сусідньому селі Городище) в селянській родині на Холмщині, нині — Люблінське воєводство, Польща. Дитинство і навчання в початкових класах української школи пройшло у с. Городище. Під час евакуації українців із Закерзоння у 1945 р.разом з батьками і старшою сестрою переїхав на Полтавщину, а в 1947 р. — у Дрогобич, де закінчив 7 класів середньої школи і Дрогобицький нафтовий технікум.
1954—1970 працює техніком-геологом, старшим геологом, керівником тематичної партії в УкрДГРІ у Львові.
1970—1979 — старший науковий співробітник в УкрДГРІ. Згодом — головний інженер групи радянських спеціалістів об'єднання «Зарубіжгеологія» в Болгарії.
1981—2011 — старший науковий співробітник УкрДГРІ.
1993—2000 — за сумісництвом керував справами УНГА, брав участь у роботі Львівського обласного суспільно-культурного товариства «Холмщина».

## Освіта
1954 — закінчив Дрогобицький нафтовий технікум. Отримав кваліфікацію «технік-геолог».
1960 — закінчив вечірній факультет Львівського політехнічного інституту, за спеціальністю «Геологія і розвідка нафтових та газових родовищ». Отримав кваліфікацію гірничого інженера-геолога.
1978 — закінчив аспірантуру Інституту геології і геодезії АН УРСР.
У січні 1986 захистив кандиданську дисертацію з геології на тему «Тектоніка і перспективи нафтогазоносності Північного Причорномор'я і Каркінітської затоки».

## Наукова діяльність
Понад 50 років Степан Захарчук вивчав геологію і нафтогазоносність Південного регіону України, зокрема шельфу Чорного й Азовського морів. До сфери наукових інтересів Захарчука входили стратиграфія, літологія нижніх прошарків осадового чохла, геоморфологія та ін. Характерною ознакою наукових робіт ученого є використання кількісної оцінки геологічних явищ та об'єктів: морфометричного аналізу сучасного рельєфу, літопроцентної характеристики геологічного розрізу, величини і щільності ресурсів вуглеводнів, коефіцієнтів вагомості тощо. Захарчук запропонував оригінальне тектонічне та нафтогазогеологічне районування, дав аргументоване наукове обґрунтування кількісної оцінки перспектив українських секторів морських акваторій і суходолу півдня України, зокрема Північного Причорномор'я, Азовського моря та Прикерченського чорноморського шельфу. Головним шляхом збільшення видобутку природного газу в Україні вважав освоєння надр морських глибин.
Степан Захарчук — автор 126 наукових робіт із тектоніки, геологічної історії і прогнозу нафтогазоностності Причорноморсько-Кримської нафтогазоносної області, співавтор шести монографій та праці «Атлас родовищ нафти і газу України». У них навів аргументовано високі перспективи пошуків нових родовищ вуглеводнів у чорноморській акваторії у межах Причорноморського рифтогенного прогину, виділив тектонічні структури різного порядку, класифікував за морфологічними ознаками антиклінальні складки і здійснив їхню рейтингову оцінку, уточнив особливості просторового розміщення родовищ та критерії їхніх пошуків, виявив десятки нових локальних морфоструктур. Ефективність наукових розробок і практичних рекомендацій вченого підтверджені відкриттям Штормового, Стрілкового, Серебрянського, Тетянівського, Ярилгацького родовищ.

## Громадська діяльність
- член профкому УкрДГРІ
- вчений секретар Міжвідомчої координаційної ради
- керуючий справами Української нафтогазової академії
- член президії УНГА

## Наукові праці
- Перспективи нафтогазоносності Чингульської сідловини шельфу Азовського моря / I. I. Чебаненко, В. В. Гладун, С. М. Захарчук, В. П. Клочко, Б. Л. Крупський, П. Я. Максимчук, Б. М. Полухтович, В. О. Федишин, I.В. Смирнов // Доп. НАН України. — 2008. — № 10. — С. 129—133. — Бібліогр.: 11 назв. — укр.
- Нафтогазоперспективні об'єкти України. Геологія нижньої крейди Причорноморсько-Кримської нафтогазоносної області (геолого-структурні умови, седиментно-літогенез, породи-колектори, перспективи нафтогазоносності) [Текст]: [монографія] / В. П. Гнідець [та ін.] ; [редкол.: В. М. Полухтович та ін.] ; Ін-т геології і геохімії гор. копалин НАН України [та ін.]. — Л. ; К. : [ЕКМО], 2010. — 248 с. : рис., табл. — Дод. тит. арк. рос., англ. — Бібліогр.: с. 243—247. — 300 прим. — ISBN 978-966-2153-45-3
- Захарчук С. М. О применении морфометрического анализа современного рельефа равнинного Крыма. // Геоморфологические методы при нефтегазопоисковых работах: Тр. ВНИГНИ. — Вып. 54. М.: Недра, 1966. — С. 157—160.
- Захарчук С. М. Отображение складок в погребенном и современном рельефе Тарханкутского плато и условия его формирования // Материалы Харьковского отдела географического общества Украины. Вып. 9. Структурная геоморфология и неотектоника Украины. — М.: Недра, 1970. — С. 159—164.
- Захарчук С. М. Структуры Северного Причерноморья и их отражение в современном рельефе // Региональная тектоника Украины и закономерности размещения полезных ископаемых. Тез. докл. 1 респуб. текст. совещания. — К.: Наук. думка, 1971. — С. 200—201.
- Захарчук С. М. Морфоструктура Северного Причерноморья // Геология и геохимия горючих ископаемых. — 1990. — Вып. 75. — С. 67-76.
- Захарчук С. М. Морфоструктура Керченского полуострова // Геология и геохимия горючих ископаемых. — 1984. — Вып. 62. — С. 9-13.
- Захарчук С. М. О вероятном влиянии неотектоники на формирование залежей газа и нефти в Крыму.// Новые данные по геологии и нефтезазоносности УССР: Сб. науч. тр. — Львов: УкрНИГРИ, 1984. — С. 92-96.
- Захарчук С. М. Тектоника и перспективы нефтегазоносности Северного Причерноморья и Каркинитского залива. Автореф. дис. канд. геол.-мин. наук. Львов: УкрНИГРИ, 1986. — 16 с.
- Захарчук С. М. К обоснованию поисков неантиклинальных ловушек в палеогеновых отложениях Северного Причерноморья и равнинного Крыма.

## Відзнаки
- Почесна грамота Кабінету Міністрів України
- медаль ім. В. І. Лучицького
- медаль «Сто років Болгарської геології»
- медаль «Ветеран праці»

## Родина
Батьки — Захарчук Максим Йосипович, Захарчук Марія Петрівна.
Перша дружина — Панкратова Валентина Петрівна, хімік. Друга дружина — Заланська Ольга Миколаївна, старший архіваріус Укр ДГРІ. Розлучений.
Донька — Захарчук Ірина Степанівна, біолог.
Онучка — Решетова Наталія Юріївна, кандидат політичних наук, отримала ступінь європейського доктора філософії. Захистила дисертацію «Задоволеність демократією в Україні з 2005 до 2011» з відзнакою в Університеті Деусто в Іспанії в 2015 році. Досліджує демократичні процеси в Україні. Була багато разів запрошеною дослідницею в GESIS — Leibniz-Institut für Sozialwissenschaften проводячи аналіз даних по цінностях в Україні. У 2023 році отримала премію Елізабет Нельсон за роботу «Підтримка демократії в Україні», яка була опублікована як розділ книги «Соціальні цінності та ідентичності в Чорноморському регіоні». В часі війни Наталія співпрацювала з Українським Католицьким Університетом (УКУ) та Бізнес-Школою УКУ, підтримуючи інтернаціоналізацію, партнерство та дослідницькі проекти для розвитку освіти в Україні.
Сестра — Захарчук Ніна Максимівна, лікар-гінеколог.